# Pyronia morena
Pyronia morena är en fjärilsart som beskrevs av Ribbe 1909. Pyronia morena ingår i släktet Pyronia och familjen praktfjärilar. Inga underarter finns listade.